# Лудовико Лудовизи
Лудовико Лудовизи (* 22/27 октомври 1595 † 18 ноември 1632) е италиански кардинал (от 1621) и меценат. Представител е на известния римски род Лудовизи, който през 1621 г. излъчва папа Григорий XV на Светия престол.

## Биография
Лудовико е син на Орацио Лудовизи и Лавиния Албергати. Следвайки стъпките на чичо си Александър, той става йезуит. По-късно учи в университета в Болоня, където получава докторска степен през 1615 г.
След като конклавът издига за папа Александър Лудовизи, приел името Григорий XV, Лудовико става кардинал, въпреки че е само на 26 години. Месец по-късно става и архиепископ на Болоня, но остава в Рим, за да помага на чичо си в управлението на Папската държава. През 1621 г. бащата на Людовико, Орацио, става командир на Папските войски.
Изпратен е като папски легат във Фермо (1621) и Авиньон (1621-1623). Служи като кардинал-камерлинг (19 април 1621-7 юни 1623). През август 1623 Лудовизи участва в конклава, избрал за папа Урбан VIII. Конфликт с новия папа кара Лудовизи да напусне Рим. Той обаче продължава да работи за църквата като ръководител на Конгрегацията за евангелизация (1622-1623) и заместник-секретар на Римската църква (1623-1632) Умира в Болоня на 18 ноември 1632, на 37 години.
Людовико Лудовизи е известен и като голям меценат и покровител на изкуствата. По негова идея са построени в Рим Палацо Монтечиторио и Вила Лудовизи.